# Jacky Rigaux
Pour les personnes ayant le même patronyme, voir Rigaux.
 (janvier 2019).
Jacky Rigaux, né le 28 avril 1948 à Donzy, est un auteur français, notamment spécialiste des terroirs viticoles et de la dégustation du vin. 

## Biographie
Jacky Rigaux obtient en 1987 un doctorat de psychologie à l'université Paris-7,. En 1976, il devient ingénieur de recherche au service de formation continue de l'université de Dijon, dans deux parcours intitulés « Vigne, vin, terroirs » et « médico-psycho-social »,,.
Rigaux organise des dégustations thématiques avec des producteurs de vins de Bourgogne et, chaque année, les Rencontres internationales Henri Jayer, vignerons, gourmets et terroirs du monde, au château de Gilly-lès-Cîteaux. Ces rencontres ont donné lieu à un livre Le Terroir et le Vigneron en 2006. Il publie également des articles dans la revue Le Rouge et le Blanc et Vinifera. Il est un promoteur de la dégustation géo-sensorielle qui conjugue dégustation et connaissance du terroir,,.

## Publications
- Psychologie clinique et expérimentale, Edilig, 1982.
- Socialisation de l'enfant - approches psychanalytiques, Chaumont, 1992.
- La Psychologie dans la formation, Hommes et perspectives, 1993.
- Ode aux grands vins de Bourgogne, L'Armançon, 1997.
- 1900-2004, un siècle de millésimes en Bourgogne, Terre en vue, 2004.
- Le Terroir & le vigneron, Terre en Vues, 2005.
- Grands crus de Bourgogne, Terre en Vues, 2005.
- Pouilly-Fumé perle de la Loire, Terre en vues, 2007.
- Gevrey-Chambertin, joyau du terroir, Terre en vues, 2008.
- Millésimes en Bourgogne - 1846-2009, Terre en vues, 2009.
- Le réveil des terroirs - Défense et illustration des « climats » de Bourgogne, Éditions de Bourgogne, 2010.
- Les Temps de la vigne - Henri Jayer vigneron en Bourgogne, Terre en vues, 2011.
- La dégustation géo-sensorielle, Terre en vues, 2012.
- Vignes et vins du Dijonnois - Oubli et renaissance (avec Jean-Pierre Garcia), Terre en vues, 2012.
- Le réveil de la Côte dijonnaise, Terre en vues, 2016.
- Cent ans de millésimes en Bourgogne - 1917-2017, Terre en vues, 2018.